# Бабат, Георгий Ильич
Георгий Ильич Баба́т (13 января 1911, Житомир — 15 октября 1960, Москва) — советский электротехник, писатель. Лауреат Сталинской премии (1943).

## Биография
Отец — Иехиель Лейбович (Илья Львович) Бабат (1886–1941), помощник присяжного поверенного, а после Октябрьской революции — профессор Киевского института народного хозяйства, ректор созданного им Института внешних сношений. Мать — Хана (Анна) Ионовна Бабат (в девичества Боярская, 1887–1941). Родители заключили брак в Житомире 19 марта 1910 года. 
Получил домашнее образование и экстерном сдал экзамены за курс семилетней школы. Подростком пришел учиться в радиоклуб на Крещатике, организованный Киевским обществом друзей радио (КОДР), которое в свою очередь было создано по инициативе преподавателя Политехнического института, профессора В. В. Огиевского.  Подростков и молодых людей учили собирать радиосхемы, работать на радиооборудовании, а также давали навыки в различных технических специальностях.  Г. Бабат собрал дома свой собственный радиоприёмник, КОДР присвоил ему позывные в эфире (специальный код) и юноша стал обмениваться радиопозывными с другими радиолюбителями.
В 1927 году Бабат стал работать в Главных электромеханических мастерских Юго-Западной железной дороги, а в 1928 году поступил в Киевский политехнический институт, который окончил в 1932 году.
В 1932–1942 годах — инженер, затем старший инженер, заведующий лабораторией на электровакуумном заводе «Светлана» в Ленинграде, куда приехал по распределению после окончания института. На заводе Бабат работал с такими выдающимися учеными в области электровакуумной техники и электронной промышленности, как С.А.Векшинский и В.С.Лукошков. Здесь он начал свою научную деятельность в качестве инженера-изобретателя в заводской исследовательской лаборатории, возглавляемой С.А. Векшинским. С 1933 году лаборатория получила статус отраслевой и с этого времени завод «Светлана» становится основным научно-техническим и производственным центром советской электроники. 
В 1932 году при помощи выпрямителей, инверторов и преобразователей частоты Г.И. Бабат выполнил цикл работ по схемам преобразователей постоянного тока и переменного.  В 1934 году разработал метод точечной конденсаторной электросварки, что впоследствии нашло практическое применение в вакуумной технике.  В 1936–1939 гг. исследовал воздействие индукционного нагрева на металлическую поверхность (высокочастотная закалка): предложил конструктивные варианты промышленного применения высокочастотных закалочных установок с ламповыми генераторами.
Одновременно в 1934–1941 годы Г. И. Бабат преподавал на кафедре автоматики и телемеханики в Электромеханическом институте и в Ленинградском индустриальном (политехническом) институте.
В 1939 году Г.И. Бабат защитил диссертацию «Высоковольтная конденсаторная сварка», и ему была присвоена ученая степень кандидата технических наук. А в 1941 году — докторскую «Индукционный нагрев металлов и некоторые его технические применения». Ученая степень доктора технических наук была присвоена решением ВАК Всесоюзного Комитета по делам высшей школы при СНК СССР 13 марта 1943 года.
15 января 1942 года Г. И. Бабат был командирован вместе с лабораторным оборудованием завода из Ленинграда в Москву и работал на оборонных предприятиях Москвы. Отец и мать погибли в Киеве в сентябре 1941 года в Бабьем Яру. 
В 1943 году предложил идею «монофона»: системы стационарных и переносных устройств, передающих телефонные разговоры абонентов по единой сети распространения модулированных радиоволн сантиметрового диапазона. Изобретение было снабжено буквенной клавиатурой и имело функции диктофона и автоответчика. В связи с тем, что принципы сотовой связи к тому времени еще не были изобретены, Бабат предлагал использовать для связи радиотелефонов с базовой станцией разветвленную сеть СВЧ-волноводов. О своем изобретении он написал статью «Монофон» в журнале «Техника-молодежи» № 7-8 за 1943 год.
В 1943–1946 годах — научный сотрудник ЭИАН имени Г. М. Кржижановского, в 1946–1949 — заведующий лабораторией НАМИ (вынужден был покинуть пост в связи с обвинениями в космополитизме). Одновременно в 1945–1948 гг. читал курс «Индукционный нагрев» в МЭИ, с 1947 года — профессор кафедры электротехники и электрооборудования ВЗИСИ.
Г. И. Бабат был одним из редакторов 10-томной «Детской энциклопедии» (1960–1962) и автором статей 52-томной Большой советской энциклопедии (1949–1960).
Умер 15 октября 1960 года в Москве после перенесённого в 1959 году инсульта. Похоронен на Преображенском кладбище.

## Семья
Жена — Гребень Клара Лазаревна
Дети: дочь — Елена (род. 1939), сыновья-близнецы — Илья и Михаил (род. 1944).

## Научные достижения
- Цикл работ по схемам преобразователей постоянного и переменного тока при помощи управляемых вентилей (выпрямители, инверторы, преобразователи частоты) — с 1932 г.
- Изобрёл точечную конденсаторную электросварку, которая с 1934 г. применяется в вакуумной технике.
- Разработал метод индукционного нагрева металла (высокочастотная закалка; 1936—1939), предложил первые промышленные типы высокочастотных закалочных установок с ламповыми генераторами.
- На экспериментальной установке получал безэлектродные самоподдерживающиеся газовые разряды, напоминающие шаровую молнию (1942).
- Занимался беспроводной передачей электричества для электромобилей (1940-е гг).
- Предложил идею мобильного телефона (1943)[4].

### Избранные труды
Источник — электронные каталоги РНБ Архивная копия от 8 октября 2014 на Wayback Machine
- Бабат Г. И. Индукционный нагрев металлов и его промышленное применение. — М.; Л.: Госэнергоиздат, 1946. — 431 с. — 4000 экз. || . — Изд. 2-е, перераб. и доп. — М.; Л.: Энергия, 1965. — 552 с. — 5650 экз.
- Бабат Г. И. О расчете индукторов и высокочастотных воздушных трансформаторов для установок индукционного нагрева : Матер. к конф. по электротермии и электропечам. — М.: Изд-во Акад. наук СССР, 1939. — 28 с. — 600 экз.
- Бабат Г. И. Питание энергией безрельсового наземного транспорта посредством электромагнитной индукции // Известия Акад. наук СССР; отд. техн. наук. — 1946. — № 2. — С. 219—228.
- Бабат Г. И. Точечная сварка разрядом конденсатора. — [М.]: Всес. постоянная выставка изобретательства и рационализации, 1937. — 39 с. — (Библиотека изобретателя и рационализатора).
- Бабат Г. И. Электровакуумные приборы : Конспект курса лекций, чит. во 2-м семестре 1933–34 уч. г. студентам группы № 40. — Л.: Б. и., 1934. — 181 с.
- Бабат Г. И., Бурьян Ю. Л., Щербинин В. П. Новые сверхвысоковольтные устройства. — М.: ЦБТИ, 1959. — 7 с.
- Бабат Г. И., Дершварц Г. В., Свенчанский А. Д., Смелянский М. Я. Электрические промышленные печи [Учебник для энергет. и электротехн. вузов]. — М.; Л.: Госэнергоиздат, 1948. — 328 с. — 6000 экз.
- Бабат Г. И., Лозинский М. Г. Поверхностное упрочнение стали обработкой токами высокой частоты. — М.: Б. и., 1940. — 48 с. — 2000 экз.

## Писатель
Известен также как популяризатор науки, автор рассказов и повестей.

Источник — электронные каталоги РНБ Архивная копия от 8 октября 2014 на Wayback Machine
- Бабат Г. И. Дорога // Техника – молодёжи. — 1945. — № 1—2. — С. 20—38.[6]
- Бабат Г. И. Монофон // Техника – молодёжи. — 1943. — № 7—8. — С. 23—24.[6]
- Бабат Г. И. Рассказы о токах высокой частоты. — М.; Л.: Госэнергоиздат, 1948. — 151 с. — 10 000 экз.
- Бабат Г. И. Страна Пээф : [Науч.-попул. очерк об электротехнике] : [Для ст. возраста]. — [М.]: Мол. гвардия, 1944. — 111 с. — 50 000 экз.
- Бабат Г. И. Токи высокой частоты. — М.: Знание, 1956. — 47 с. — (Всесоюз. о-во по распространению полит. и науч. знаний. – Серия 4, № 29). — 64 500 экз.
- Бабат Г. И. Ускорители. — [М.]: Мол. гвардия, 1957. — 80 с. — 50 000 экз.
- Бабат Г. И. Электричество вокруг нас. — М.: изд-во Главсевморпути, 1946. — 9 с. — 560 экз.
- Бабат Г. И. Электричество работает. — М.; Л.: Госэнергоиздат, 1950. — 416 с. — 25 000 экз. || . — Изд. 2-е, перераб. и доп. — М.; Л.: Энергия, 1964. — 655 с. — 6800 экз.
- Бабат Г. И. Электролет // Техника – молодёжи. — 1943. — № 4—5. — С. 16—17.
- Бабат Г. И., Гарф А. Л. Магнетрон [Для старш. возраста]. — М.: Детгиз, 1957. — 901 с. — 30 000 экз.
- Впечатлительные люди (пьеса; в соавт. с Гарф А. Л., 1957)[7]
- Бабат Г. И., Гарф А. Л. Утраченная вселенная [отрывок из научно-фантастической повести] // Знание — сила. — 1964. — № 1.

## Награды и признание
- Премия Английского института инженеров-электриков (1940) — за работу по закалке стали токами высокой частоты.
- Сталинская премия второй степени (1943) — за разработку и внедрение в производство нового метода высокочастотной закалки поверхностей стальных изделий[8].
- Медаль «За доблестный труд в Великой Отечественной войне 1941—1945 гг.» (1946).
- Медаль «В память 800-летия Москвы» (1948).

## Память
В апреле 2011 года в Казани были проведены Международная конференция «Физика высокочастотных разрядов» и Международная школа молодых учёных и специалистов «Высокочастотные разряды: теория и техника», посвящённые 100-летию Г. И. Бабата.